# Hugues Ier de Charpigny
Hugues Ier de Charpigny, ou Hugues Ier de Lele, mort au milieu XIIIe siècle, est un noble d'origine inconnue, bien que probablement français.
L'origine de sa famille reste obscure et soumise à controverses en raison des différentes versions de la Chronique de Morée. La version grecque indique comme nom de famille « de Lele », qui peut être interprété comme étant une corruption de « Lille », en France, et qui pourrait ainsi être sa ville de provenance, et prétend qu'il a adopté le patronyme « de Charpigny » par la suite. Quant-à la version aragonaise de la chronique, elle fait de Guy, possiblement une confusion avec son fils dont elle en ferait le père, le premier baron et rapporte que « Lele » est un château de la famille en Laconie (probablement Hélos), et que le nom « Charpigny » serait celui du village où il est né et qui pourrait être identifié avec Kerpiní. Quelle que soit sa réelle origine, le patronyme « de Charpigny » est utilisé par les membres de sa famille en Grèce et aucun toponyme de ce nom n'est attesté dans la France contemporaine ni dans la noblesse française.
Il prend part à la quatrième croisade, probablement avec Guillaume Ier de Champlitte ou Geoffroi Ier de Villehardouin, et participe à la conquête du Péloponnèse. On lui confie alors la ville d'Aigion où il fait construire un château qui sera le siège de la baronnie de Vostitza, fondée vers 1209 et qui comprend alors huit fiefs et dont il devient le premier baron. Cette baronnie est l'une des douze qui compose la principauté d'Achaïe.
Le nom de son épouse est inconnu, mais il a au moins un enfant :
- Guy de Charpigny, qui succède à son père et qui est le père d'Hugues II de Charpigny

La date de sa mort est inconnue, mais survient certainement dans le milieu du XIIIe siècle.